# Sidi Rezegh
Sidi Rezegh és una antiga tomba senussi situada al desert, al sud de la pista beduïna que unia Fort Capuzzo amb El Adem i Tobruk, al districte de Tobruk, Líbia.
Durant la Segona Guerra Mundial l'àrea de Sidi Rezegh va ser un dels escenaris principals dels combats de l'operació Crusader per poder trencar el Setge de Tobruk